# Michel Gloesener

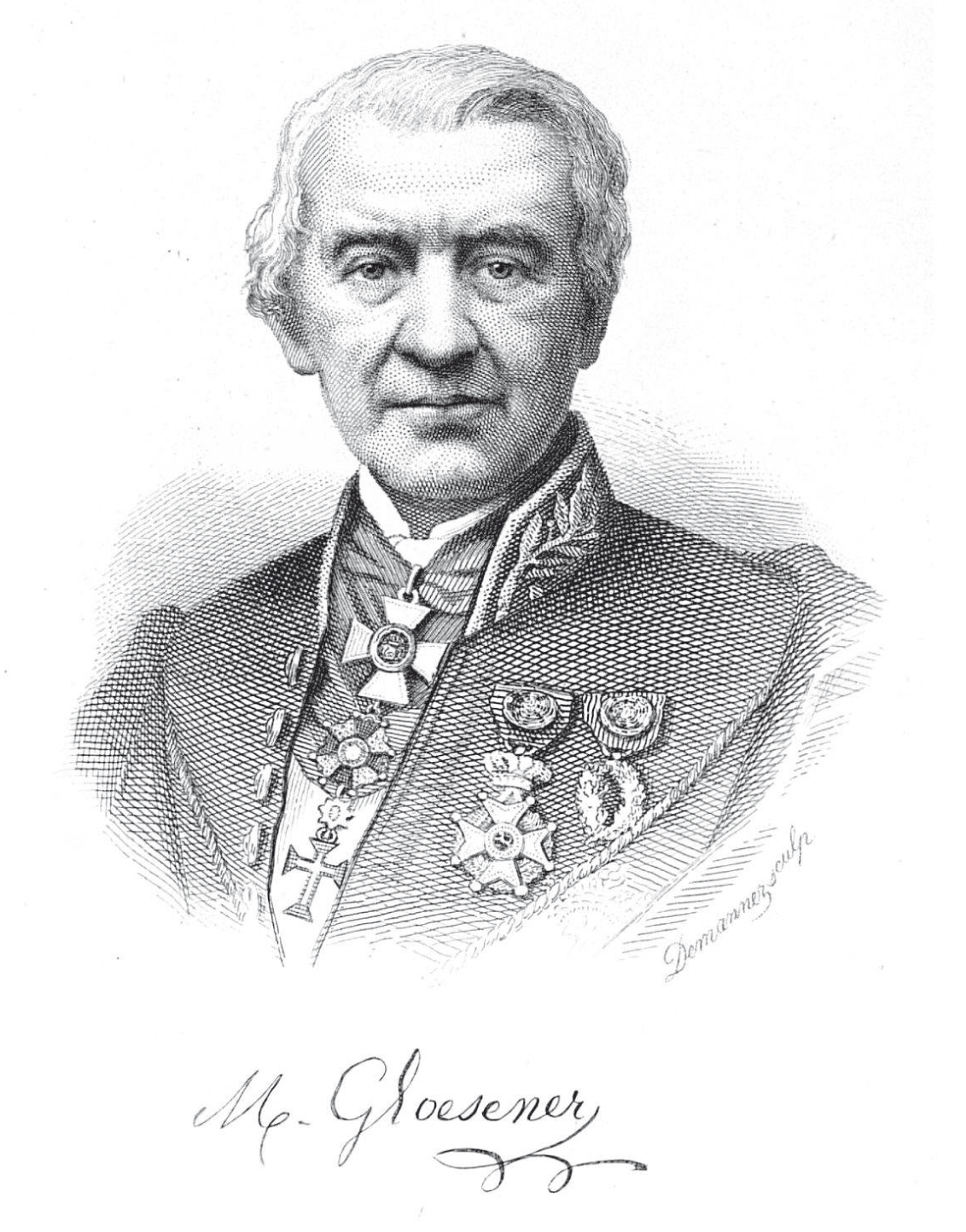
Michel Gloesener

Michel Gloesener (Hautcharage, Luxemburg, 2 maart 1792 - Luik, 11 juli 1876) was hoogleraar en uitvinder.

## Levensloop
Een zoon van Jean-Nicolas Gloesener en Elisabeth Lichtfus, kreeg hij privélessen van een huisleraar, priester Rodesch. Hij vervolgde met studies aan het college van Luxemburg en trok vervolgens naar Metz om er zich bij professor Lesage in de wiskunde te verdiepen.
In 1818 was hij als doctorandus natuurwetenschappen en wiskunde verbonden aan de Rijksuniversiteit Luik
In februari 1823 verdedigde hij zijn thesis voor het behalen van het doctoraat in de wetenschappen. Van februari 1823 tot oktober 1824 verbleef hij in Parijs en volgde er cursussen in het Collège de France, aan de Sorbonne, het Conservatoire des Arts et Métiers, de Observatoire de Paris en de Ecole Polytechnique.
Op 6 oktober 1824 werd hij docent benoemd aan de Rijksuniversiteit Leuven. Hij was assistent van Jean-Ferdinand Sentelet (1754-1829) en nam de cursus over van professor Franz Jacob Goebel, die rector magnificus was benoemd.
Het jaar daarop werd hij hoogleraar in de Faculteit wijsbegeerte, belast met de cursussen fysica, astronomie, scheikunde, wiskunde, botanica en wijsbegeerte. Hij doceerde deze vakken tot in januari 1830. Hij kreeg tevens de verantwoordelijkheid voor de aankoop van wetenschappelijke instrumenten voor het kabinet fysica.
In 1828 trouwde hij met Marie-Barbe-Elisabeth Muller. Tijdens zijn Leuvense tijd werd hij lid van de Maatschappij tot Nut van 't Algemeen.
Na de Belgische Revolutie van 1830 ondergingen de drie rijksuniversiteiten veranderingen. De faculteit wetenschappen werd afgeschaft in Leuven en Gent om alleen in Luik te worden behouden. Gloesener aanvaardde te worden overgeplaatst naar Luik en doceerde er mineralogie, theoretische en experimentele fysica.
Vanaf 1835 doceerde hij astronomie en mechanica van het heelal. In 1835 werd hij secretaris van de universiteit. In 1842 doceerde hij industriële fysica. In 1846-1847 was hij rector van de universiteit. In 1860 bereikte hij het emeritaat, maar tot aan zijn dood doceerde hij verder fysische mathematica.
In april 1835 was Gloesener een van de stichters van de Société royale des sciences de Liège. In 1842 werd hij er voorzitter van.
Hij werd lid van de Koninklijke Academie van België voor wetenschappen en kunsten, corresponderend lid in 1856 en effectief lid in 1864.
Hij was aanwezig op de wereldtentoonstellingen van Parijs (1855), Londen (1862) en Parijs (1867) en stelde er allerlei nieuwe apparaten voor die hij had uitgevonden: telegrafieapparaten, uurwerken, chronografen, bliksemafleiders.
In juli 1871 stichtte Gloesener de Manufacture belge d'appareils électriques. Deze onderneming commercialiseerde elektrisch gelui, bliksemafleiders en telegraafapparaten volgens de systemen Wheatstone en Morse. In 1875 plaatste de onderneming een elektrische klok op het station van Charleroi. De 'Manufacture' overleefde nauwelijks haar stichter en sloot de deuren in 1878.

## Werkzaamheden
Zijn leven lang was Gloesener begaan met uitvindingen. Hij was pas geïntroduceerd in de universiteit van Luik of hij beantwoordde verschillende prijsvragen, met uitgebreide 'memoires', over algebra, botanica, scheikunde en elektromagnetisme. Telkens werden zijn inzendingen bekroond en gepubliceerd. Zijn ideeën hierin waren soms tegengesteld aan wat in de universiteit als officiële leer werd voorgehouden.
In het eerste volume van de studies gepubliceerd door de Société des sciences de Liège, publiceerde Gloesener een artikel over elektromagnetische apparaten die hij had uitgevonden en die hij als didactisch materiaal gebruikte tijdens zijn cursussen.
Zijn eerste uitvinding, in 1835, betrof het Pan-electro-magneticum dat tot doel had de wederzijdse interactie aan te tonen tussen een stroomgeleider en een magneet, of tussen twee stroomgeleiders.
In 1837 bouwde hij een horizontale molen, die tot doel had een koperlamel magnetisch te maken met de hulp van een merkuurbad, een koperdraad en een batterij. De magnetische koperlamel draaide voortaan mee met het magnetisch veld van de aarde. De continue beweging die werd veroorzaakt was een voorloper van de elektrische motor.
In de jaren 1860 ging hij in op de vraag van de stad Luik en plaatste een netwerk van elektrische uurwerken doorheen de stad.

## Publicaties
- Ut calculi litteraris seu algebraici theoria, principiis è sola arithmetica et signorum natura petilis, missa quantitatum positivarum et negativarum seorsim existentium absurdà distinctione superstruatur. Dein aequatio generalis, cùm primi, tum secundi gradus resolvatur, discutiaturque ita, utvaria solutionum genera, puta negativarum, etc., curantur, verus et genuinus Carum sensus, ratioque iis in analysi utendi explicentur, aptisque exemplis illustrentur, in:Annales Academiae Leodiensis, t. 2, 1818-1819.
- Quaeritur et diversarum opinionum de fabricâ usuque vasorum plantarum enumeratio chronologica, et quae sit harum opinionum optima expositio, in: Annales Academiae Leodiensis, t. 3, 1819-1820.
- Exponatur theoria attractionis molecularis seu affinitatis chemicae, in: Annales Academiae Leodiensis, t. 4, 1820-1821.
- Dissertatio inauguralis physica : De identitate fluidi electrici, et magnetici, deducta ex theoriâ a clar. Ampère propositâ (20 février 1823), in: Annales Academiae Leodiensis, t. 5, 1822-1823.
- Oratio de vera scientias Physicas excolendi methodo et vero illarum studii fine (26 janvier 1826), in: Annales Academiae Lovanii, t. 1, 1825-1826
- Notice sur l'action réciproque entre un courant électrique et des aiguilles d'acier non aimantées, in: Correspondance mathématique et physique, t. 6, Brussel, 1830.
- Mémoire sur quelques appareils électro-magnétiques el leur emploi, in: Mémoire de la société royale des sciences de Liège, Luik, 1843.
- Résumé d'un cours de physique expérimentale, Luik, Oudart, 1845.
- Notice sur deux petits appareils propres à changer la direction des courants électriques, in: Mémoire de la société royale des sciences de Liège, t. 2, Luik, 1843.
- Mémoire sur la réfraction, in: Mémoire de la société royale des sciences de Liège, Luik, 1846.
- De l'influence de l'étude de la physique sur le bien-être de l'humanité, redevoering uitgesproken als uittredend rector op 12 oktober 1847, Luik, 1847.
- "Note sur la construction d'horloges et de télégraphes magnétiques— Horloge électrique sans pile. — Nouveau transmetteur dans les télégraphes avec les lettres alphabétiques. — Transmetteur simultané de mêmes dépêches dans deux ou même dans plusieurs directions différentes. — Suppression du ressort à boudin dans les horloges électriques et dans les télégraphes, in: Comptes rendus de l'Académie des sciences de Paris, Parijs, 1848.
- Recherches sur la télégraphie électrique, in: Mémoire de la société royale des sciences de Liège, Luik, 1853.
- Analyse sommaire des recherches sur la télégraphie électrique, in: Mémoire de la société royale des sciences de Liège, Luik, 1853.
- Sur les appareils télégraphiques exposés à Paris en 1855, in: La Science, Parijs, 1855.
- Réclamation de priorité sur des perfectionnements apportés aux horloges électriques, 1856.
- Rapport sur un nouveau système de télégraphie électrique applicable aux chemins de fer, par M. Çauderai, in: Journal des travaux de l'Académie nationale de Paris, Parijs, 1857.
- Télégraphe à aiguille perfectionné, in: Revue, universelle des Mines, Luik, 1857.
- Mémoire sur un nouveau chronoscope et sur l'application du renversement du courant voltaïque dans les horloges, les télégraphes avec lettres, dans les relais et les translateurs des télégraphes à écrire et en général dans toutes les applications du courant électrique, in: Rapport officiel sur le 33e Congrès des naturalistes allemands, Bonn, 1859.
- Rapport sur une horloge électro-moteur, in: Journal des travaux de l'Académie nationale de Paris, Parijs, 1858.
- Description d'un transmetteur pour télégraphe à écrire à renversement du courant, permettant d'écrire avec une ou deux plumes soit alternativement, soit simultanément, en en combinant le jeu, in: Cosmos, Parijs, 1859.
- Description de deux nouveaux chronoscopes électriques, in: Comptes rendus de l'Académie des sciences de Paris, Parijs, 1860.
- Traité général des applications de l'électricité, Parijs/Luik, Noblet, 1861.
- Liste explicative détaillée des appareils électriques exposés par l'auteur à l'Exposition universelle de Paris en 1867, Luik, 1867.
- De l'importance du principe du renversement alternatif du courant dans les électro-aimants. De sa théorie et de ses applications scientifiques et industrielles. Avantage du système à armature aimantée, Luik, Desoer, 1868.
- Rapport présenté au collège des bourgmestre et échevins de la ville de Liége sur le service des horloges électriques à Liége, Luik, Vaillant-Carmanne, 1870.
- Études sur l'électro-dynamique et l'électro-magnétisme, Brussel, 1873.
- Liste de 248 appareils ou instruments appartenant aux différentes branches de la physique et notamment à l'électricité et à l'électromagnétisme, Parijs, 1874.
- Artikels verschenen in Bulletin de l’Académie Royale des Sciences et des Belles-Lettres een in de Annuaire van de Academie3

## Voetnoten
1. ↑  Gloesener (Michel), in LE ROY, Alphonse, Liber memorialis, L’université de Liége depuis sa fondation, Luik, J.-G. Carmanne, 1869.
2. ↑  VANPAEMEL, Geert, La physique, p. 128, in: Robert Halleux e.a. Histoire des sciences en Belgique.
3. 1 2  TOMSIN, Philippe, Gloesener, (Michel), in Nouvelle Biographie Nationale, t. 8, p. 174.
4. 1 2 3  VANPAEMEL, Geert, La physique, p. 132.
5. ↑  TOMSIN, Philippe, Gloesener, (Michel)[dode link], in: Nouvelle Biographie Nationale, t. 8, p. 174.
6. ↑  TOMSIN, Philippe, Gloesener, (Michel), in Nouvelle Biographie Nationale, t. 8, p. 173.

- Bibliothèque nationale de France: cb10436042v (data)
- Gemeinsame Normdatei: 174066066
- International Standard Name Identifier: 0000 0000 7828 8594
- Nationale Bibliotheek van Tsjechië: av20241220379
- Nederlandse Thesaurus van Auteursnamen: 162092776
- Système universitaire de documentation: 131131745
- Virtual International Authority File: 56976034
- WorldCat: E39PBJpV8tfXM77bxc3MGyd4v3